# Arion transsylvanus
Arion transsylvanus is een slakkensoort uit de familie van de wegslakken (Arionidae). De wetenschappelijke naam van de soort werd in 1885 voor het eerst geldig gepubliceerd door Heinrich Simroth als Arion subfuscus var. transsylvanus.

## Kenmerken
Deze middelgrote dieren zijn uitgestrekt 40 tot 70 mm lang. De basiskleur varieert sterk binnen een populatie, alsmede tussen verschillende populaties, van intens geeloranje via verschillende tinten bruin tot diep- of donkerbruin. Laterale banden zijn vaak aanwezig, vaak onzichtbaar, meer zelden volledig afwezig. Aan de bovenrand van de zijbanden zit vaak een iets lichtere streep. De achterkant tussen de laterale banden is meestal donkerder dan het gebied tussen de laterale banden en het marginale gebied van de voet. Op de rug wordt vaak een wat lichtere rugstreep ontwikkeld. De voetzool is altijd crèmekleurig. Het lichaamsslijm kan kleurloos tot geeloranje zijn.

### Soortgelijke soorten
Deze soort lijkt sterk op de bruine wegslak (A. fuscus), maar is niet te onderscheiden van A. fuscus door puur uiterlijke kenmerken. In het geslachtsapparaat is de afgeplatte elliptische geslachtsklier (na het openen van de mantel) altijd duidelijk zichtbaar aan de rand van de middendarmklier. Bij de bruine wegslak is de afgeronde geslachtsklier ingebed in de middendarmklier en kan deze niet worden gezien na het openen van de mantel. Bij A. transsylvanus is de geslachtsklier groter en lichter van kleur dan die van de bruine wegslak. De verschillen tussen de oranjebruine wegslak (A. subfuscus) en A. transsylvanus zijn minder duidelijk. De geslachtsklier van A. subfuscus is groter en lichter van kleur (geelachtig, lichtgrijs tot lichtpaars). Bij beide soorten ligt het op de rand van de middendarmklier en is zichtbaar wanneer de mantel open is. Voor zover bekend sluiten de gebieden van beide soorten elkaar uit.

## Geografische verspreiding en leefgebied
Arion transsylvanus komt veel voor in Transsylvanië (Roemenië). Het gebied strekt zich uit tot in het oosten van Polen. Over het algemeen is de werkelijke verspreiding echter onbekend, aangezien de soort bijna niet te onderscheiden is van Arion fuscus/subfuscus-complex. Dieren verzameld uit andere regio's van de Karpaten, bijvoorbeeld in het Tatra-gebergte of in het zuiden van Polen, behoren tot A. fuscus. Heinrich Simroth vond de soort (destijds nog een variëteit genoemd) op 2300 m op de berg Negoiu. Alexandru Grossu (1970) vond ze zelfs op een hoogte van 2500 m boven zeeniveau.